# Piombo e fango
Piombo e fango è un singolo rap del beatmaker Mr. Phil, che vede la partecipazione di Danno dei Colle der Fomento, Lord Bean e DJ Double S. Il singolo, estratto dall'album Guerra fra poveri, diviene presto un classico del rap italiano.
Piombo e fango, in particolare la strofa «abbiamo avuto il piombo, il fango ed ogni giorno / la dose quotidiana di merda che ci cade attorno», riprende ed è sua volta una sorta di omaggio al singolo Cani sciolti presente nell'album SxM dei Sangue Misto.
Sette anni dopo, nel 2013, Nitro omaggia il pezzo, pubblicando Piombo e fango 2013, una traccia che inizialmente doveva essere inserita nell'album Danger, ma che alla fine Nitro non è riuscito a mettere nel disco, pubblicandola in formato digitale: la traccia del 2013 vede la collaborazione di Danno sul medesimo beat di Mr. Phil "rivisitato" da Bassi Maestro.